# Lesotho az 1992. évi nyári olimpiai játékokon
Lesotho a spanyolországi Barcelonában megrendezett 1992. évi nyári olimpiai játékok egyik részt vevő nemzete volt. Az országot az olimpián 1 sportágban 6 sportoló képviselte, akik érmet nem szereztek.

## Atlétika
Férfi
| Versenyző        | Versenyszám | Előfutam | Előfutam | Előfutam | Negyeddöntő | Negyeddöntő | Negyeddöntő | Elődöntő | Elődöntő | Elődöntő | Döntő   | Döntő    |
| Versenyző        | Versenyszám | Idő      | Hely.    | Össz.    | Idő         | Hely.       | Össz.       | Idő      | Hely.    | Össz.    | Idő     | Helyezés |
| ---------------- | ----------- | -------- | -------- | -------- | ----------- | ----------- | ----------- | -------- | -------- | -------- | ------- | -------- |
| Bothloko Shebe   | 100 m       | 10,94    | 8.       | 56.*     | kiesett     | kiesett     | kiesett     | kiesett  | kiesett  | kiesett  | kiesett | kiesett  |
| Bothloko Shebe   | 200 m       | 21,96    | 5.       | 58.*     | kiesett     | kiesett     | kiesett     | kiesett  | kiesett  | kiesett  | kiesett | kiesett  |
| Henry Mohoanyane | 400 m       | 48,39    | 6.       | 55.      | kiesett     | kiesett     | kiesett     | kiesett  | kiesett  | kiesett  | kiesett | kiesett  |
| Tello Namane     | 5000 m      | 14:33,04 | 14.      | 46.      |             |             |             |          |          |          | kiesett | kiesett  |
| Patrick Rama     | 10 000 m    | 30:21,69 | 21.      | 44.      |             |             |             |          |          |          | kiesett | kiesett  |
| Thabiso Moqhali  | Maraton     |          |          |          |             |             |             |          |          |          | 2:19:28 | 33.      |

Női
| Versenyző        | Versenyszám | Előfutam | Előfutam | Előfutam | Elődöntő | Elődöntő | Elődöntő | Döntő   | Döntő    |
| Versenyző        | Versenyszám | Idő      | Hely.    | Össz.    | Idő      | Hely.    | Össz.    | Idő     | Helyezés |
| ---------------- | ----------- | -------- | -------- | -------- | -------- | -------- | -------- | ------- | -------- |
| Mantokoane Pitso | 800 m       | 2:29,77  | 8.       | 34.      | kiesett  | kiesett  | kiesett  | kiesett | kiesett  |
| Mantokoane Pitso | 1500 m      | 4:39,96  | 14.      | 37.      | kiesett  | kiesett  | kiesett  | kiesett | kiesett  |

* - egy másik versenyzővel azonos időt ért el